# Joris Ivens
Joris Ivens, de nom complet George Henri Anton Ivens, (Nimega, 18 de novembre del 1898 – París, 28 de juny del 1989) va ser un director de cinema, escenògraf, muntador, director de fotografia, productor de cinema i actor neerlandès, considerat un dels més importants documentalistes del segle xx.

## Inici de la seva carrera

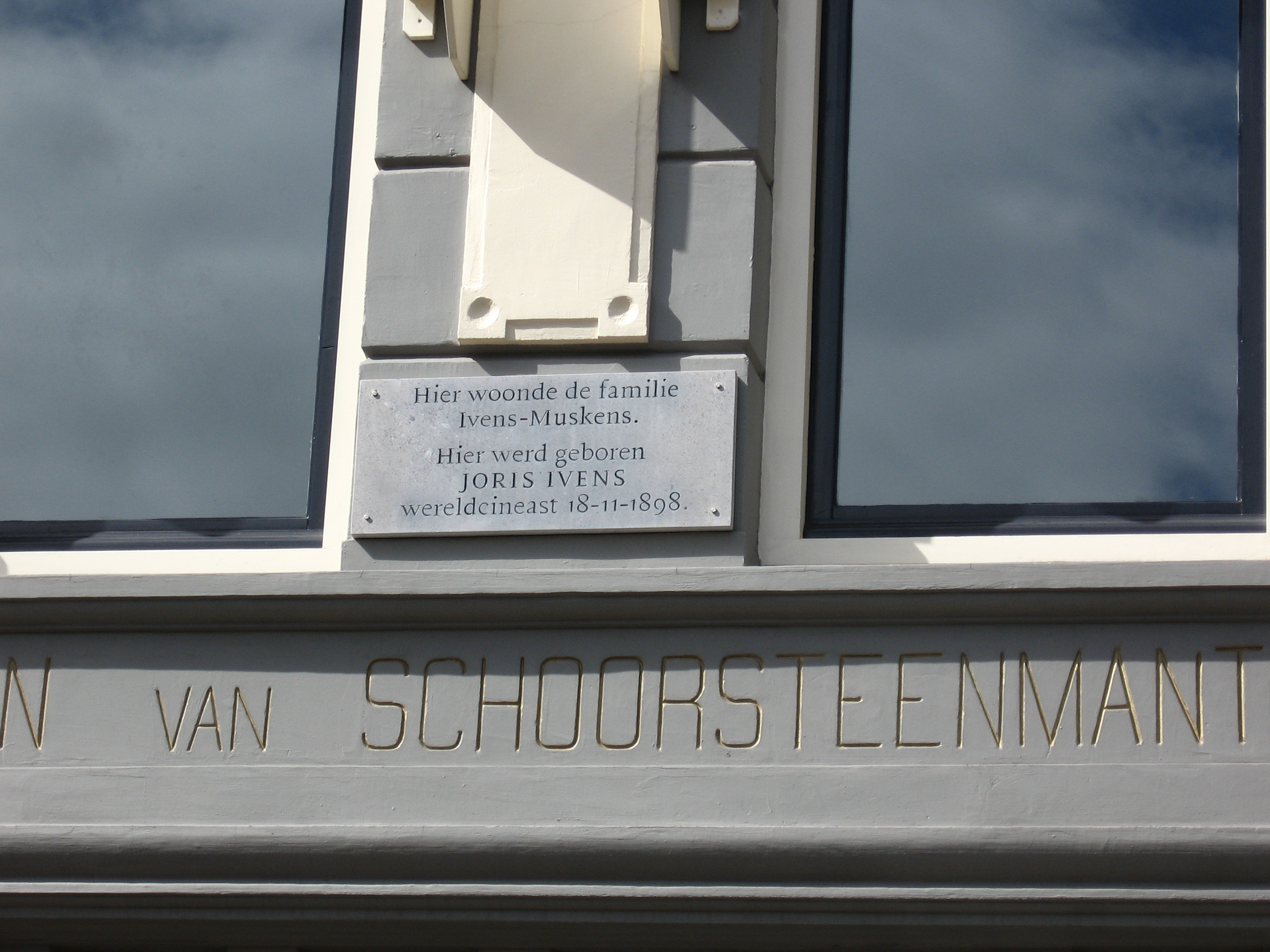
Placa situada a la casa familiar de Joris Ivens a Nimega

Ivens provenia d'una família benestant i va començar treballant al negoci del seu pare, una botiga d'accessoris de fotografia. De molt petit, va gaudir d'una càmera de filmació i es va començar a desenvolupar el seu interès pel cinema, que el va dur a realitzar una pel·lícula amb només tretze anys, La fletxa encesa.
Va estudiar economia a Rotterdam amb la finalitat de continuar el negoci familiar, així com química a la Universitat de Charlottenbourg. Decantat tanmateix per la cinematografia, inicialment la seva obra fou clarament experimental, especialment als curts Regen (Pluja) del 1929, filmat durant dos anys i De Brug (El pont), el 1928.
El 1931 Ivens se'n va anar a la Unió Soviètica, on havia d'adquirir el fort compromís ideològic amb el comunisme, que l'havia d'acompanyar la resta de la seva vida, per a rodar Song of Heroes e, un film de propaganda de la nova ciutat industrial de Magnitogorsk. Aquesta ciutat fou construïda per obrers forçats, que tanmateix eren retratats per Ivens com a voluntaris comunistes. Ivens, més tard, es referia a aquests obrers forçats com a «mala herba».
A Bèlgica i amb Henri Storck, Ivens va fer Misère en Borinage el 1933, un documental propagandístic en el qual va filmar una important vaga al Borinage, aleshores una regió minera de Valònia.

## Guerra Civil espanyola:The Spanish Earth
El 1936 se'n va anar cap als Estats Units, on viuria fins al 1945 i on va produir diversos documentals de propaganda antifeixista. Als Estats Units, Ivens va tractar intel·lectuals com Ernest Hemingway, Lillian Hellman, Robert Flaherty o John Dos Passos, amb els quals constituí la societat Contemporary Historians, que havia de produir un gran documental que difongués arreu la lluita de la Segona República espanyola contra el bàndol feixista.
El 1937, Ivens va rodar a l'estat espanyol la que havia de ser la seva obra més cèlebre, el documental The Spanish Earth (Tierra de España, en la versió en llengua castellana), una crida destinada a obtenir la simpatia dels governs democràtics vers la República espanyola, presentant per un costat les operacions militars dels milicians en la defensa de Madrid i, per un altre, la vida dels pagesos en un petit poble castellà (Fuentidueña de Tajo). En el documental, va comptar amb la col·laboració dels corresponsals John Dos Passos, Orson Welles i Ernest Hemingway, els quals hi participaren com a narradors de la versió anglesa.

## La Segona Guerra mundial
El 1943, durant la Segona Guerra Mundial, Ivens va dirigir dos films de propaganda per als aliats a càrrec del National Film Board of Canada. Arxivat 2007-09-30 a Wayback Machine.
El 1945, quan emergí la persecució de les persones sospitoses d'afinitat amb les idees comunistes per part del govern estatunidenc, Ivens abandonà els Estats Units.

## L'època de la guerra freda
El 1946, enviat a fer una pel·lícula neerlandesa sobre la independència d'Indonèsia, Ivens dimitia com a protesta pel que ell considerava l'imperialisme dels neerlandesos resistint-se a la descolonització, i filmava Indonesia Calling! en secret.
Durant tota una dècada, Ivens visqué a l'Europa de l'Est, treballant per a diversos estudis cinematogràfics. La seva posició pel que fa a Indonèsia i el seu posicionament favorable al bloc de l'Est en la guerra freda molestaren el govern neerlandès. Durant uns quants anys, Ivens hagué de renovar-se el passaport cada tres o quatre mesos.
Entre el 1965 i el 1970 filmà a Vietnam durant la guerra. Hi filmà 17e parallèle: La guerre du peuple i participà en el treball col·lectiu Loin du Vietnam.
Entre els anys 1971 i 1977, realitzà Comment Yukong déplaça les Montagnes, un documental sobre la Revolució Cultural a la Xina. Ivens fou distingit pel govern dels Països Baixos el 1989 i morí el 18 de juny d'aquell any. Poc abans de morir, va fer la darrera de les seves més de 40 pel·lícules: Une histoire de vent.

## Guardons
El 1967, Ivens fou guardonat amb el Premi Lenin de la Pau entre els pobles.
El 1977 guanya el César al millor curtmetratge documental amb Une histoire de ballon, lycée no 31 Pékin, dirigida en col·laboració amb la seva dona Marceline Loridan-Ivens.
Per la seva part, el govern espanyol el va distingir l'any 1984 amb la Medalla d'Or al Mèrit en les Belles Arts, en reconeixement de la seva extraordinària i infatigable tasca creativa i testimonial.

## Obra cinematogràfica més destacada
- The Brug, 1928
- Regen, 1929
- Song of Heroes, 1931
- Misère en Borinage, 1933
- The Spanish Earth, 1937[1]
- Action Stations, 1943
- Corvette Port Arthur, 1943
- Indonesia Calling!, 1946
- Les aventures d'en Till Eulenspiegel
- Le Dix-Septième Parallèle, 1968
- Loin du Vietnam, 1967 (en col·laboració amb Alain Resnais, Jean-Luc Godard, William Klein, Claude Lelouch i Agnès Varda)
- ...À Valparaiso, 1963
- Comment Yukong déplaça les montagnes, 1976
- Une histoire de vent, 1988